# Lazare de Selve
Pour les articles homonymes, voir Selve.
Lazare de Selve (1550 - 18 août 1623 à Metz) est un poète français. Il fut actif de la fin du XVIe siècle au début du XVIIe. 

## Biographie
Fils de Lazare de Selve et de Catherine Pignard, mariés le 15 août 1524, Lazare de Selve voit le jour au milieu du XVIe siècle. Il épouse Catherine de Montaumer, dont il a deux filles, Charlotte de Selve et Françoise de Selve. Il hérite du Breuil de Jean de Selve. Comme Seigneur de Crosmières, il est appelé en 1559 à la rédaction de la coutume du Poitou. 
Seigneur de Duisans (Essonne), de Villiers Châtel (Essonne) et de Crosmières (Haute-Vienne), Lazare de Selve est nommé président "pour sa majesté" dans les villes de Metz, Toul et Verdun en mars 1606. Il restera dans les Trois-Évêchés jusqu'en 1622. Conseiller du roi de France, en ses conseils d'états et privés, en 1616, il est employé en diverses négociations. Ses négociations sont passées du cabinet de Brienne dans la bibliothèque du roi. 

## Liste des œuvres
- Sonnets spirituels sur les évangiles du caresme...

In-4, imprimé par A. Fabert, Metz, 1607. Conservé à la BNF Tolbiac, Département : Philosophie, histoire, sciences de l'homme, Cote : MICROFILM M- 980, notice n° : FRBNF31349986       
- Diurnal ou Livre de Caresme, Lazare de Selve :
  - Sur ces mots : Souvienne-toi, Homme, que tu es cendre
  - Sur ces paroles : Combien de choses avons-nous ouï dire avoir été faites en Capharnaüm
  - Sur l'Évangile du jugement
  - Sur l'Évangile du Navire de Saint Pierre
  - Sur le passage du torrent de Cédron
  - Sur ces paroles : « Voicy l’Homme »

In-8, 71 pages. Publié par P. Sevestre, Paris, 1614. Conservé à la BNF Tolbiac, Département : Littérature et art, cote : R51783, notice n° : FRBNF31349987. Lien externe : textes de Lazare de Selve
- Cantiques spirituels sur les sujets des festes de l'année.

In-4, 125 pages. Publié par :  : P. Chevalier, Paris, 1618
Conservé à la BNF Tolbiac, département : Philosophie, histoire, sciences de l'homme, cote : R51785, notice n° : FRBNF31349985       
- Les Œuvres spirituelles sur les évangiles des jours de caresme et sur les festes de l'année.

In-8, 226 pages. Publié par P. Chevalier, Paris, 1620. Conservé à la BNF Tolbiac, département : Littérature et art, Cote : YE-7581, notice n° : FRBNF31349984

## Sources
- Les œuvres spirituelles sur les évangiles des jours de Caresme et sur les festes de l'année / Lazare de Selve ; éd. critique par Lance K. Donaldson-Evans, 1983.